# Куиър
Куиър (на английски: queer – необичаен, странен, чудат) е неологизъм в английския език, предложен и въведен като ЛГБТ термин през началото на 90-те на XX век и заемка в българския (около 1994 – 1996). Вероятно началото на употребата се въвежда с появата на групата за права Queer Nation през 1990, последвана от масова упореба на queer от теоретици и говорители на ЛГБТ общността, въпреки критиките в самата общост.

## Значение
Макар и доста противоречив, този термин се използва като събирателно нарицателно за хора с нехетеросексуална ориентация (хомосексуални, бисексуални) или полова идентичност (транссексуални, интерсексуални). В този смисъл, понятието куиър е синоним на ЛГБТ и разширена форма на прилагателното гей.
Така се наричат често и хора от пънк-сцената. Понятието се използва предимно като реакция на стандартната хетеронорма, като същевременно поставя под съмнение всякакви класификации в областта.

## Произход
На английски език думата queer е презрително определение на човек с хомосексуална ориентация и е използвана дълго време в това си значение, но напоследък е приета като самоопределително название и в същото време се експлоатира широко от науките за родовия пол (gender studies), например в трудовете на Джудит Бътлър.
Терминът „queer“ като позитивно, а не презрително, определение датира от 1990 и е популяризиран от активистката група Queer Nation. След това е употребен от Ив Козофски Седжуик (1991) в нейната „Епистемология на прикритостта“ (англ. Epistemology of the Closet, букв. Епистемология на гардероба) и е натоварен с допълнителни нюанси, контекст, асоциации и потенциал.
Според Джудит Бътлър (1993), „куиър развива своята сила именно чрез многократната му употреба като обвинение, патологизация, обида“. Това усвояване на думата и трасформирането ѝ от обида, идваща отвън, в неутрално понятие, използвано вътре в общността, е подобно на метаморфозата на думата „nigger“ (негър) и употребата ѝ вътре в афроамериканската общност. На практика обаче „nigger“ продължава да се използва в незадължително обиден смисъл само вътре в афроамериканската общност, докато куиър-движението прави активни опити да наложи използването на думата „queer“ и навън – в науката, литературата и ежедневната употреба и дори в глобален мащаб чрез превръщането ѝ в термин и изнасянето ѝ като такъв от английски в други езици.

## Употреба и значение
Куиър-идеологията разглежда традиционната гей култура като закостеняла и комерсиална. Нейните поддръжници смятат, че хомосексуалните отношения подражават на хетеросексуалните ролеви образци. Куиър-хората критикуват също компании, които в действителност не приемат хомосексуалността, но се позиционират комерсиално в нейната търговска ниша, извличайки финансова изгода от това. Макар да е термин, като етикет куиър може да не е приятен или възприемаем за всеки и за това всеки е свободен сам да избере идентифициращо неговата сексуалност или джендър понятие. Например повечето хомосексуални се идентифицират с понятията гей или лесбийки, а не с куиър. Андрю Паркър (1994), наред с други, дефинира куиър като „не-полово определено понятие, което стои диакритично, не срещу хетеросексуалността, а срещу нормативността“. Майкъл Уорнър (1993) определя термина като „съпротива срещу режима на нормалното“. Така куиър се превръща в основно политическо понятие и най-често се употребява от онези, които са политически активни, които остро отхвърлят традиционното полово разделение, които отричат сексуалните идентификации (като гей, стрейт, би), които се възприемат като угнетени от хетеронормативността, или които са хетеросексуални малцинства (пр. фетишисти, садо-мазохисти и пр.).
Все пак, не малко хора се идентифицират с куиър. Някои считат останалите названия, функциониращи като етикети, за неадекватно квалифициращи техните предпочитания и идентичност. Много ЛГБТ хора смятат, че използването на 'куиър' е позитивен начин да се отвоюва термин, който в миналото е бил използван срещу тях, като се снема неговия оскърбителен заряд (става дума за английски език). В новия си смисъл думата все по-често се употребява сред младите в англоезичния свят, като понякога успява да намери употреба и в други езици.
Някои хора се определят като куиър, тъй като това им позволява да бъдат себе си далеч отвъд строгите ограничения на традиционната двуполюсна интерпретация на сексуалната ориентация и половата идентичност (джендър например функционира като по-широко скроено понятие за полова идентичност). За тези хора да бъдат куиър значи да изхвърлят всички етикети и да приемат факта, че тяхната идентичност или предпочитания са просто различни от нормата.
Хората с куиър-виждания формират свои организации и посещават свои специализирани клубове, заведения и партита. В градове като Амстердам или Сан Франциско съществуват цели куиър-общности. В тези общности толерантността е доста висока, полът или сексуалната ориентация в тях не са от толкова голяма важност, колкото в обществото като цяло.

## Куиър теория
Виж Куиър науки
Куиър теорията е поле в критическата теория, което възниква в началото на 90-те на 20 век в полето на изследванията върху гей и лесбийки, както и феминистките изследвания. Силно повлияна от Мишел Фуко, тази теория наподобява херменевтика на куиър четене на текстове. В края на 90-те и началото на 20 век се появяват разнопосочни критики към куиър теорията, една от най-основните сред които може би е, че теорията подценява социалните и институционални условия на създаване на текстовете, които се анализират (Гийн, 2002) и подценява фукоянските дълбини в анализирането на удоволствието и властта. Всички тези критики изваждат употребата на куиър от мейнстрийма на говоренето за ЛГБТ общността.